# Nyodes acatharta
Nyodes acatharta är en fjärilsart som beskrevs av George Francis Hampson 1913. Nyodes acatharta ingår i släktet Nyodes och familjen nattflyn. Inga underarter finns listade i Catalogue of Life.